# Hagiotata hofmanni
Hagiotata hofmanni är en bönsyrseart som beskrevs av Henri Saussure och Leo Zehntner 1894. Hagiotata hofmanni ingår i släktet Hagiotata och familjen Mantidae. Inga underarter finns listade i Catalogue of Life.